# Путешествие к началу времён
«Путешествие к началу времён» (чеш. Cesta do pravěku) — чехословацкий фантастический художественный фильм режиссёра Карела Земана, снятый в 1955 году. Это первый полнометражный комбинированный фильм Земана, в котором он объединил игру актёров с кукольной анимацией, объёмными макетами и нарисованными декорациями. Премьера фильма в Чехословакии состоялась 5 августа 1955 года. В 1966 году фильм был модифицирован и показан в США.
В этом фильме рассказывается о путешествии во времени, совершённом на лодке четырьмя подростками, которые попадают в далёкие доисторические периоды нашей планеты. В фильме показаны различные ископаемые динозавры. Модели доисторических животных для фильма создавались по рисункам учёных, при участии Зденека Буриана.

## Сюжет
Четырёх мальчиков интересует история окаменелого животного мира. Один из героев — мальчик по имени Йирка — обнаруживает отпечаток неизвестного морского существа. Чтобы узнать, что это за животное и когда оно жило на Земле, он и трое его старших товарищей — Пётр, Тоник, Енда — отправляются на лодке по реке, которая приводит их в пещеру.
Сперва они попадают в последний Ледниковый период, и чем дальше мальчики движутся по реке, тем более древние периоды истории Земли наблюдают. По мере своего путешествия они находят различных животных и растения, существовавшие в определённую эпоху. Наконец, они попадают в силурийский период, где Йирка увидел живого трилобита.
Во время путешествия ребятам на пути встречаются следы первобытных людей (герои находят их пещеру, оружие и наскальные рисунки) и животные из разных эпох.
I. Животные Ледниковой зоны:
- Шерстистый мамонт — огромное хоботное млекопитающее, покрытое шерстью. Главные герои встречают его в зоне Ледникового периода. Мамонт был самым первым животным, которое увидели герои во время путешествия;
- Шерстистый носорог. Парочка особей, сражающаяся за территорию, была замечена героями на противоположном берегу. По окончании боя, один носорог столкнул другого в реку;
- Доисторический зубр. Несколько особей встречает Тоник в лесу, когда ненадолго отделяется от своих друзей;
- Мегалоцерос (большерогий олень). Его рога друзья находят в пещере первобытного охотника. Само животное в фильме не появляется.

II. Животные зоны Третичного периода:
- Палелодусы — доисторические птицы, похожие на современных фламинго. Целая стая была замечена на берегу реки в зоне Третичного периода, когда главные герои проплывали мимо;
- Древние газели. Стадо этих животных пронеслось вдоль берега в зоне Третичного периода;
- Древние жирафы. Встречалось как минимум две разновидности: первая похожа на современного жирафа, а вторая, судя по всему, является палеотрагусом;
- Дейнотерий — древнее хоботное, отличающееся от современных слонов тем, что его бивни растут из нижней челюсти. В фильме назван доисторическим слоном;
- Махайрод — саблезубая кошка размером с современного льва. В фильме назван саблезубым тигром. Пётр говорит, что это был один из самых опасных хищников Третичного периода;
- Гиппарионы — доисторические родственники лошадей, размером с осла. Небольшое стадо этих животных пронеслось на фоне заката;
- Древесная змея — Пётр встречает её во время поисков Йирки;
- Доисторические грифы. Небольшую стаю, кружащую в небе, можно увидеть недалеко от реки, а одну особь, сидящую на дереве, встречают Тоник и Енда во время поисков Йирки;
- Большой карп. Эту рыбу поймал Йирка на самодельную удочку, когда отделился от группы;
- Диплоцинодоны — доисторические крокодилы. Небольшая группа подплывает ночью к лодке главных героев. Пётр прогоняет рептилий с помощью фонаря: они уплывают, испуганные светом, которого раньше не видели;
- Уинтатерий — похожее на носорога млекопитающее с шестью рогами. Ребята замечают животное в зарослях. Узнав название зверя, друзья немного посмеиваются над ним, но Пётр говорит, что такое имя абсолютно нормально, так как названия животным дают только на латинском или греческом языках, и что на их языке он назывался бы по-другому;
- Ископаемый ягуар. Похож на своего современного родственника. Пытается напасть на Йирку, но Тоник и Енда отвлекают его с помощью горящих веток. Примечательно то, что герои встретили ягуара в зоне Третичного периода, хотя на самом деле ягуары на планете появились гораздо позже;
- Фороракос — нелетающая хищная птица с крючковатым клювом и длинными ногами. Пётр натыкается на неё, пока птица принимает трапезу. Птица бежит за ним, но Пётр успевает добраться до реки и вернуться в лодку;
- Макраукения — травоядное млекопитающее, похожее на верблюда, но с небольшим хоботком вместо обычного носа. Тушу этого животного поедал фороракос, пока к нему не подошёл Пётр.

III. Животные зоны Мезозойской эры:
- Доисторические черепахи — первые животные, встреченные ребятами в зоне Мезозойской эры;
- Птеранодоны — летающие ящеры или птерозавры. Атаковали героев с воздуха, чтобы проверить, насколько лёгкой добычей они являются, после чего улетели. Йирка в шутку назвал их доисторическими самолётами;
- Стиракозавр — рогатый растительноядный динозавр из семейства цератопсидов. Был первым динозавром, которого встретили герои в зоне Мезозойской эры;
- Стенонихозавры (троодоны) — мелкие плотоядные динозавры с большими глазами. Парочка особей мельком пробегает на фоне в зоне Мезозойской эры;
- Траходон (эдонтозавр) — растительноядный утконосый динозавр. Одна особь встречается ребятам на берегу, другая кормится водорослями в реке. Пётр говорит, что подобное животное легче нарисовать, чем описать;
- Бронтозавр (апатозавр) — растительноядный динозавр с длинной шеей, самое крупное животное, встреченное во время путешествия. Из любопытства бронтозавр погружается в воду и плывёт за героями. Испугавшись, что он повредит лодку, ребята берут вёсла и уплывают прочь. Пётр подмечает, что он большой и сильный, но при этом очень глупый;
- Стегозавр — растительноядный динозавр с пластинами на спине и шипами на конце хвоста. Встречается героям дважды: в первый раз — во время прогулки по берегу, во второй раз — во время битвы с цератозавром, из которой выходит победителем, но позже умирает от полученных в битве ран. Ребята подплывают к его телу на лодке, чтобы изучить. Йирка его очень жалеет;
- Цератозавр — плотоядный динозавр средних размеров с двумя рогами над глазами и одним на носу. Впервые встречается ребятами во время битвы со стегозавром, которую он проигрывает, получив раны в живот. Позже, за кадром, разрушает лодку главных героев, пока они рассматривали мёртвого стегозавра. После этого ребята решают сделать плот.

IV. Животные зоны Каменноугольного периода:
- Бранхиозавр — небольшая амфибия, похожая на тритона. Проплывает под ногами у Йирки;
- Оидерпетон — амфибия, похожая на змею. Проплывает под ногами у Йирки;
- Меганевра — гигантская стрекоза размером с орла. Йирка пытался поймать её, когда отделился от группы;
- Соледонзавр — переходное звено между амфибиями и рептилиями. Когда Пётр потерял дневник путешествия, Йирка попытался его вернуть, но столкнулся с соледонзавром. Немного покричав на животное, Йирка смог обратить его в бегство и добрался до дневника.

V. Животные зоны Силурийского периода:
- Двустворчатые моллюски. Их раковины ребята находят на берегу силурийского моря;
- Трилобит — примитивное членистоногое, жившее в море. Является сюжетной завязкой всего фильма. Найдя окаменевшего трилобита, Йирка очень заинтересовался этими животными и захотел найти живого, для чего он и отправился в путешествие с остальными героями. В конце фильма Йирка находит живое членистоногое и радуется, что у него в руках два трилобита: один окаменевший, а второй — живой.

## Премии
- Государственная премия имени Клемента Готвальда в 1953 году.
- Гран-при за детский фильм на МКФ 1955 года в Венеции.
- Почётный диплом МКФ 1955 года в Эдинбурге.
- «Премия критики» на МКФ 1955 года в Мангейме.
- «Золотая медаль» за лучший детский фильм в Москве в 1957 году.

## В ролях
- Оригинальная версия:
  - Йозеф Лукаш — Петр (Док);
  - Владимир Бейвал — Йирка (Жо-Жо);
  - Петр Геррман — Тоник (Тони);
  - Зденек Густак — Енда (Бен).
- Американская версия:
  - Виктор Бетрал — Джой / Жо-Жо;
  - Чарльз Голдсмит — Бен;
  - Джеймс Лукас — Док.

## Съёмочная группа
- Авторы сценария: Карел Земан, Йозеф Новотный.
- Режиссёр-постановщик: Карел Земан.
- Операторы: Вацлав Паздерник, Антонин Горак.
- Художники: Карел Земан, Зденек Розкопал, Иво Мразек, Зденек Острчил, Карел Черны, Мария Мазуркова.
- Аниматоры: Карел Земан, Арношт Купчик, Франтишек Крчмар, Индржих Лишка.
- Помощник режиссёра: Владимир Свитачек.
- Звукорежиссёр: Зденек Лишка.
- Звукооператор: Франтишек Штрангмюллер.
- Композитор: Эмиль Буриан.
- Симфонический оркестр кинематографии.
  - Дирижёр: Миливой Узелац.
- Монтаж: Зденек Стеглик.
- Консультант: Йозеф Аугуста.
- Продюсеры: Антонин Дрвота, Карел Хутечка[4][5].

## Другие названия
- Cesta Do Praveku, Cesta do pravěku
- Journey to the Beginning of Time, Journey to Prehistory
- Путешествие к началу времён, Путешествие в доисторические времена, Путешествие в первобытные времена, Необычайное путешествие
- Voyage dans la préhistoire, Voyage dans les temps préhistoriques
- Reise in die Urzeit, Reise in die Urwelt
- Die Reise in die Urzeit
- Wyprawa w przyszłość
- Ihmemaailman salaisuudet
- Ei reise til fortida